# Chandelier (groupe)
 (mai 2025).
Motif : Aucune notoriété, admissibilité non démontrée
- Archive Wikiwix
- Bing
- Cairn
- DuckDuckGo
- E. Universalis
- Gallica
- Google
- G. Books
- G. News
- G. Scholar
- Persée
- Qwant
- (zh) Baidu
- (ru) Yandex
- (wd) trouver des œuvres sur Wikidata

| 1. | Préciser le motif de la pose du bandeau. | Précisez le motif de la pose du bandeau en utilisant la syntaxe suivante : {{admissibilité à vérifier\|date=mai 2025\|motif=remplacez ce texte par le motif}}                            |
| 2. | Informer les utilisateurs concernés.     | Pensez à avertir le créateur de l'article, par exemple, en insérant le code ci-dessous sur sa page de discussion : {{subst:avertissement admissibilité à vérifier\|Chandelier (groupe)}} |

Pour les articles homonymes, voir Chandelier (homonymie).
Chandelier est un groupe de rock progressif allemand.

## Membres
- Martin Eden : chant
- Udo Lang : guitares
- Tobias Budnowski : claviers et guitares
- Stephan Scholz : basse et guitares
- Tom Jarzina : batterie

## Discographie
- Pure (1990)
- Facing gravity (1992)
- Time Code (1997)

## Sources
- Time Code dans le Big Bang Mag